# 圣赫勒拿镑
圣赫勒拿镑是英国海外领地圣赫勒拿岛及其附属领地的货币名称，货币符号为£，ISO 4217货币代码为SHP。
圣赫勒拿镑是圣赫勒拿、阿森松和特里斯坦-达库尼亚的官方货币，但是其发行机构并不是位於圣赫勒拿的中央银行，而是一家商业银行——圣赫勒拿银行。钞票由圣赫勒拿总督签发，与英镑等值。圣赫勒拿镑分为纸币和硬币，硬币面值包括1便士、2便士、5便士、10便士、20便士、50便士、1镑和2镑。纸币的面额包括5镑、10镑和20镑。

## 流通中的貨幣

### 硬幣

聖赫勒拿現在流通的硬幣系列。

- 1 便士
  - 正面：伊麗莎白二世、國家名稱、年份
  - 背面：金槍魚
- 2 便士
  - 正面：伊麗莎白二世、國家名稱、年份
  - 背面：帶著木頭的驴
- 5 便士
  - 正面：伊麗莎白二世、國家名稱、年份
  - 背面：乌龟乔纳森
- 10 便士
  - 正面：伊麗莎白二世、國家名稱、年份
  - 背面：海豚
- 20 便士
  - 正面：伊麗莎白二世、國家名稱、年份
  - 背面：百合
- 50 便士
  - 正面：伊麗莎白二世、國家名稱、年份
  - 背面：綠蠵龜
- 1 镑
  - 正面：伊麗莎白二世、國家名稱、年份
  - 背面：乌燕鸥
- 2 镑
  - 正面：伊麗莎白二世、國家名稱、年份
  - 背面：圣赫勒拿國徽

### 紙幣（2004年）

聖赫勒拿在2004年開始使用的兩款紙幣。

- 10 镑
  - 正面：伊麗莎白二世
  - 背面：聖赫勒拿國徽
- 20 镑
  - 正面：伊麗莎白二世
  - 背面：聖赫勒拿國徽